# Печчи, Джузеппе
Джузеппе Печчи (итал. Giuseppe Pecci; 13 декабря 1807, Карпинето-Романо, Папская область — 8 февраля 1890, Рим, королевство Италия) — итальянский кардинал, иезуит и брат Папы римского Льва XIII. Вице-библиотекарь Святой Римской Церкви с 9 сентября 1878 по 12 мая 1879. Префект Священной Конгрегации образования с 16 февраля 1884 по 29 октября 1887. Кардинал-дьякон с 12 мая 1879, с титулярной диаконией Сант-Агата-алла-Субурра с 15 мая 1879. Кардинал-протодьякон с 20 декабря 1887 по 8 февраля 1890.

## Источник
- Информация Архивная копия от 5 сентября 2015 на Wayback Machine  (англ.)